# Третья Французская республика
Тре́тья Францу́зская респу́блика (фр. Troisième République) — период в истории Франции с 4 сентября 1870 года по 10 июля 1940 года. Являлась демократической республикой с правлением президента и, тем самым, немонархической империей (см. Вторая французская колониальная империя). Государство образовалось в 1870 году в результате Сентябрьской революции и последующего свержения императора французов Наполеона III в ходе Франко-прусской войны 1870—1871 годов. Как все западноевропейские государства того времени, являлась также метрополией с большими колониальными владениями в Африке.

## История

### Предыстория
19 июля 1870 года началась франко-прусская война, которая с самого начала приняла крайне неблагоприятный оборот для Франции, и обнаружила всю непрочность империи.
В первом столкновении немцы взяли Вейсенбург. 4 августа корпус маршала Мак-Магона был разбит при Вёрте, а корпус генерала Шарля Фроассара — на Шпихернских высотах. После поражения французов при Марс-ла-Туре (16 августа) и Гравелоте — Сен-Прива маршал Франсуа Базен был лишён возможности отступить для соединения с Мак-Магоном и заперся с армией в Меце.
2 сентября Наполеон III после битвы при Седане сдался в плен.

### Провозглашение республики
3 сентября, когда в Париже узнали про Седанскую катастрофу, на улицы вышли рабочие, требуя свержения Наполеона III и создания народного правительства. На ночном заседании законодательного корпуса 3—4 сентября Жюль Фавр предложил провозгласить низложение императора и избрать временное правительство.
Утром 4 сентября народ ворвался в палату, и Гамбетта от имени народного представительства объявил: «Луи Наполеон Бонапарт и его династия перестали царствовать во Франции». В городской мэрии той же толпой была провозглашена республика и без правильного избрания назначено временное «правительство народной обороны», в которое вошли все депутаты Парижа (Араго, Кремьё, Ферри, Фавр, Гамбетта, Гарнье-Пажес, Пелльтан, Пикар, Симон, позднее Рошфор и некоторые др.).
Одновременно подобные события произошли в Лионе, Марселе, Бордо и других городах, где также была провозглашена республика.

### Первые шаги нового правительства и выборы в национальное собрание
Правительство народной обороны быстро создало несколько армий, заключило заём в 250 млн франков. Во время осады Парижа оно сумело охранять город, распределять и управлять голодной толпой. 4 сентября, в самый день своего образования, оно издало и привело в исполнение декрет об амнистии всех осуждённых за политические преступления. 5 сентября, несмотря на сильную нужду в деньгах, правительство народной обороны отменило штемпельный сбор с периодических изданий, а 10 сентября залоги с них, и провозгласило полную свободу печати, которой печать немедленно широко воспользовалась. В тот же день оно отменило требование присяги от чиновников и депутатов. 19 сентября разрешено возбуждение обвинения частными лицами против всех должностных лиц в порядке обычной подсудности — право, отрицавшееся даже в эпоху великой революции и совершенно новое во Франции. 14 и 27 октября установлен суд присяжных для всех политических преступлений.
Эти и другие меры того же рода, быстро и глубоко преобразовавшие государственный строй Франции, хотя и не получавшие санкции ни от какого законодательного собрания, послужили исходной точкой дальнейшего развития, не всегда, однако, прогрессивного. В области экономических мероприятий правительство декретировало отсрочку уплаты квартирных денег и взысканий по векселям в Париже — меру, имевшую революционный характер, но спасавшую от гибели всю массу мелкого люда (отмена этих мер правительством Тьера в марте 1871 года послужила ближайшим поводом к восстанию коммуны). 18 сентября, на следующий день после начала осады Парижа немцами, ввиду ожидавшегося прекращения сообщений между Парижем и остальной Францией, правительство назначило Кремьё, Гле-Бизуана, потом ещё Гамбетту и вице-адмирала Фуришона для управления делами Франции; прочие его члены остались в Париже. Гамбетта присоединился к делегации лишь 6 октября, когда удалиться из Парижа можно было только на аэростате, что он и сделал. Делегация имела местом пребывания сперва Тур, потом Бордо.
Несмотря на то, что враг занял значительную часть французской территории, взаимная борьба различных общественных групп и партий не прекратилась и чувствовалась в самом правительстве. Бонапартисты боялись торжества республиканских начал и противились правительству, насколько только было возможно. Пролетариат, принёсший громадные жертвы для войны и жаждавший вести её до последней крайности, вовсе не желал, однако, действовать исключительно в интересах буржуазии. Она же негодовала на отсрочку платежей и обвиняла правительство в безумии, требуя скорейшего заключения мира. Из членов правительства Трошю и Фавр более других выражали интересы и желания буржуазии. Взаимное недоверие членов правительства было так велико, что от Рошфора, например, скрыли факт свидания Ж. Фавра с Бисмарком (19 сентября), для переговоров (не увенчавшихся успехом) о перемирии.
Когда в Париж пришла весть о капитуляции Базена со 120-тысячной армией (27 октября 1870), то в значительной части населения и национальной гвардии возникло подозрение, что парижское правительство может сделать то же самое; это вызвало восстание 31 октября. Инсургенты, во главе которых стояли Бланки, Флуранс, Пиа, Делеклюз, овладели ратушей и некоторое время держали нескольких членов правительства в плену, пока верная правительству часть гвардии их не освободила. Турское или бордосское правительство, вдохновителем которого был Гамбетта, было гораздо смелее и радикальнее; оно смещало бонапартистских чиновников, устанавливало новые подати и т. д.
После капитуляции Парижа (28 января 1871) правительство народной обороны назначило на 8 февраля общие выборы в национальное собрание, на основании закона 15 марта 1849 года (всеобщее голосование, scrutin de liste, 750 депутатов). Выборы состоялись с согласия немцев. Негодование против Наполеона уже ослабело; на очереди стоял другой вопрос — о продолжении войны до победного конца или же о мире на предложенных Бисмарком условиях. Так как радикальные элементы стояли за сопротивление, то чаша избирательных весов качнулась вправо. Собрание делилось на следующие партии: 1 и 2) крайняя правая и правая (легитимисты), 3) правый центр (орлеанисты, сторонники парламентаризма), 4) левый центр (республиканцы), 5) республиканская левая, 6) крайняя левая и 7) образовавшаяся несколько позднее партия обращения к народу (бонапартисты). С точностью определить численное соотношение партий невозможно, вследствие неясности убеждений многих депутатов и наличности промежуточных групп; однако, большинство (около 400), несомненно, принадлежало различным сторонникам монархической или империалистской реставрации, и если она не совершилась, то только вследствие раздробленности монархических партий, делавшей невозможным соглашение между ними. Все монархисты были согласны по вопросу о желательности мира. Республиканцев разных оттенков было около 300, среди которых тоже было немало сторонников мира. Города в основном голосовали за республиканцев, деревня — за правую. В числе депутатов были Тьер, избранный в 26 департаментах, В. Гюго, Гамбетта, Рошфор, Гарибальди. Настроение большинства собрания ярко характеризуется тем, что имя Гарибальди было встречено шиканьем и свистками (что привело к сложению полномочий Виктором Гюго).
В Париже подавляющим большинством голосов избраны были представители радикальной демократии — Виктор Гюго, Ледрю-Роллен, Флоке, Локруа и другие, обещавшие выступить с требованием децентрализации и свободы общин. Из чистых социалистов, различные фракции которых выставили общий список кандидатов, в депутаты попали лишь немногие, в том числе «мютюалисты» Толен и Малон. Провинция послала в национальное собрание большей частью лиц, склонных к восстановлению монархии в той или иной форме. Главой правительства избран был Тьер.
Правительство народной обороны сложило свои полномочия. Верховная власть принадлежала теперь национальному собранию, заседавшему сперва в Бордо, а с 10 марта 1871 года — в Версале. Оно было избрано на неопределённый срок, с обязанностью восстановить порядок в стране и решить вопрос о форме правления.
17 февраля 1871 года национальное собрание избрало «главой исполнительной власти французской республики» Адольфа Тьера, на имени которого могли сойтись все партии, республиканцы и монархисты; но он был только исполнительным органом собрания и в любое время мог быть им отозван. Через два дня он составил свой кабинет из представителей разных партий, в котором сам сохранил президентство; в его состав вошли Ж. Фавр, Ж. Симон, Пикар, Дюфор.
10 марта национальное собрание в Бордо приняло два декрета. В силу первого декрета местопребыванием правительства и национального собрания объявлен Версаль; вторым декретом постановлено, что все векселя, которым срок истёк 13 ноября, должны быть оплачены к 13 марта, то есть в двухдневный срок. Этим вся мелкая буржуазия, которая ещё имела что терять и в возбуждённом организме столицы представляла элемент сравнительно мирно настроенный, осуждена была на гибель: в течение 5 дней, с 13 по 17 марта, в Париже опротестовано было не менее 150 000 векселей. Парижский депутат Мильер настоятельно требовал от собрания, чтобы оно допустило дальнейшую отсрочку платежа квартирных денег, которые 6 месяцев уже не вносились. Но собрание воздержалось от всякого постановления по этому животрепещущему вопросу. Этим 200—300 тысяч рабочих, ремесленников, мелких торговцев, истративших все свои сбережения и никакой работы не находивших, преданы были на волю и милость домовладельцев.

### Парижская коммуна

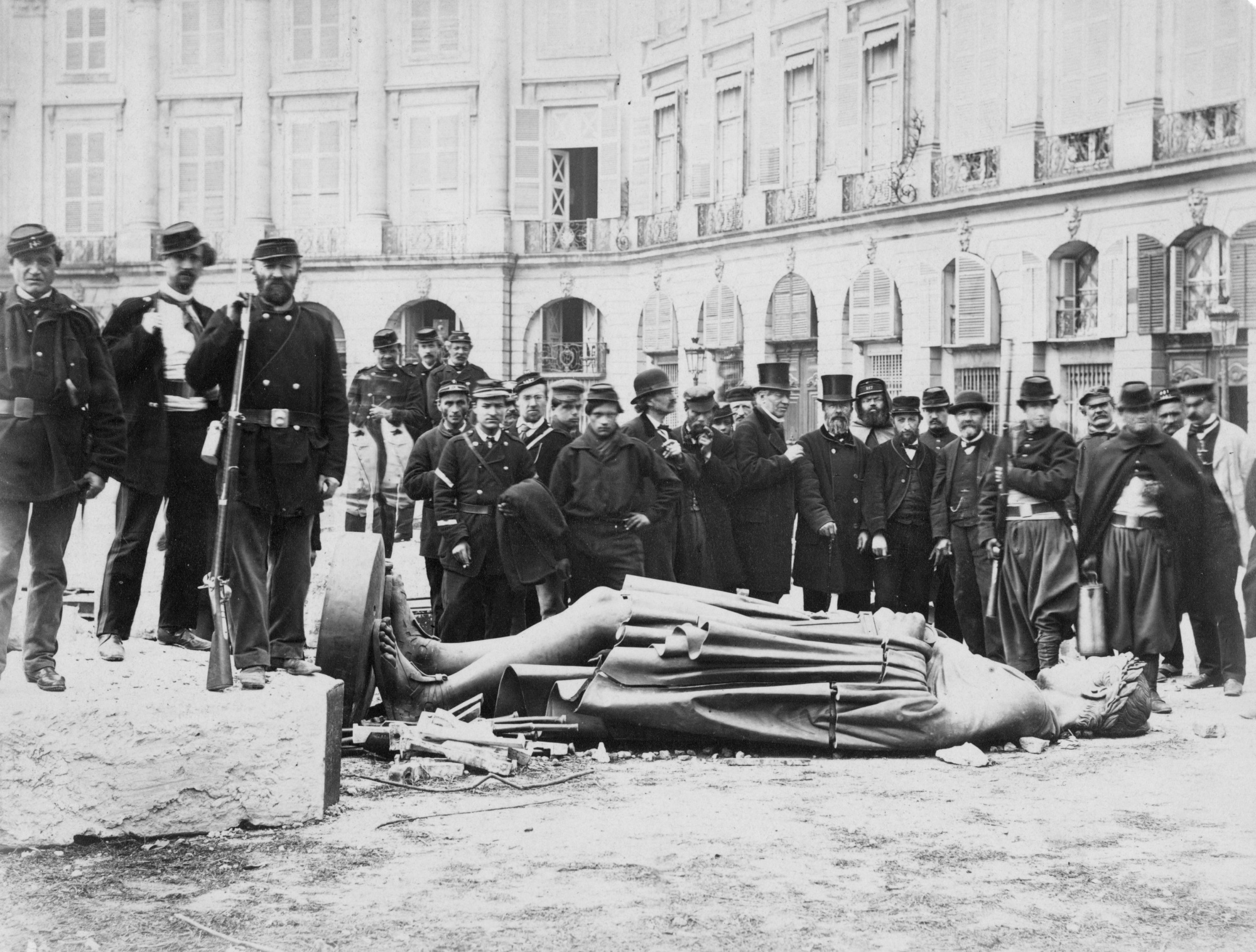
Разрушение Вандомской колонны 18 мая 1871 года

15 марта Тьер прибыл в Париж и приказал захватить пушки национальной гвардии, собранные на высотах Монмартра и охранявшиеся слабым караулом. Войска заняли Монмартр, но не взяли с собой упряжь и лошадей, поэтому национальная гвардия успела на защиту артиллерии. Солдаты перешли на сторону гвардейцев, арестовали командиров, а генерала Леконта, отдавшего приказ стрелять в толпу, и генерала Клемента Тома расстреляли на месте.
Армейские части по всему городу начали присоединяться к восстанию, что вынудило Тьера спешно вывести из столицы в Версаль оставшиеся верными войска, полицию, административных работников и специалистов.
Восставшие рассчитывали на поддержку провинции, но совет коммуны упустил удобный момент для обращения к стране. 22 дня длилось обсуждение программы коммуны в различных комиссиях совета, и когда она, наконец, была обнародована, было уже поздно, к тому же в ней не было никаких чётких требований. Во многих промышленных центрах (Лион, Сент-Этьен, Марсель, Тулуза, Бордо, Лимож) восстания коммунаров были легко подавлены в самом начале. После этого падение столицы стало вопросом времени. Париж осаждала 130-тысячная армия, сформированная главным образом из военнопленных, возвращение которых на родину было ускорено Германией по просьбе версальского правительства. Коммуна не смогла создать эффективную военную систему. Версальцы занимали один за другим важнейшие форты, а 21 мая без боя вступили в Париж через ворота, оставленные федералистами без охраны.
Начались восьмидневные уличные бои, в которых ни одна из сторон не щадила противника. Федералисты получили приказ поджигать или взрывать все дома, которые им приходилось оставлять. Пожары уничтожили только несколько улиц исключительно благодаря быстрому продвижению версальцев. Вероятно, не всегда поджигателями были коммунары: адмирал Сессэ, заявил следственной комиссии, что пожар Тюильри, ратуши, министерства финансов и счётной палаты — дело бонапартистов.
В последние 3 дня коммуны федералисты расстреляли 63 человека из числа заложников, содержавшихся в парижских тюрьмах, в том числе парижского архиепископа Дарбуа. По окончании боёв на кладбище Пер Лашез и в Бельвиль 28 мая версальцы установили контроль над всем Парижем. Последний оплот коммунаров — форт Венсен — был сдан 29 мая. Начали работать военные суды, которые осудили свыше 13000 человек; из них 7500 человек было сослано, а 21 расстреляны. Расстрел коммунаров производился, в частности, у стены кладбища Пер-Лашез; на этом месте сейчас висит мемориальная доска. Без суда во время уличных боёв были расстреляны, согласно Мак-Магону, 15 тысяч человек, согласно генералу Апперу — 30 тысяч.

### Франкфуртский мир
10 мая 1871 года, после долгих переговоров, был заключён франкфуртский мир с Германской империей, лишивший Францию двух провинций, Эльзаса и Лотарингии, и обременивший её 5-миллиардной контрибуцией.

### Послевоенное восстановление
Ввиду невозможности соглашения по вопросу о форме правления, Тьер ещё в марте 1871 года предложил молчаливо принятый партиями pacte de Bordeaux, то есть решение заниматься только неотложными делами, предоставляя будущему конституционные вопросы.
Волей-неволей, однако, национальному собранию приходилось затрагивать вопросы конституционного права, до некоторой степени предрешая будущую форму государственного устройства; так, 10 августа 1871 года был выработан закон о генеральных советах, действующий в общих чертах и поныне, в 1872 году — закон о государственном совете. 31 августа 1871 года национальное собрание заменило титул «главы исполнительной власти» титулом президента республики и определило срок его полномочий (3 года).
Во время управления Тьера правительство сумело настолько поднять кредит доверия Франции, что она без большого труда уже в июне 1871 года заключила иностранный заём в 2000 млн, а в 1873 году — в 3000 млн франков. Для увеличения государственных доходов были увеличены или введены новые налоги на спички, бумагу, железнодорожные билеты, клубы, бильярды и т. д. Была упразднена национальная гвардия и введена всеобщая воинская повинность по прусскому образцу, без права заместительства. Орлеанским принцам было разрешено вернуться во Францию, им было возвращено имущество. Скоро у Тьера появились разногласия с большинством собрания, желавшим монархической реставрации.

### Президентство Мак-Магона (1873—1879)
24 мая 1873 года Тьер вышел в отставку до окончания срока своих полномочий. На его место собрание в тот же день большинством 390 голосов избрало маршала Мак-Магона, на имени которого сошлись все монархические партии; левая воздержалась от голосования.
Мак-Магон, избранный коалицией правых, был намечен ею для подготовки монархической реставрации. Он тщательно очищал правительство и бюрократию от республиканцев, заменяя их монархистами, стеснял свободу печати (восстановлены залоги для органов печати), преследовал народные собрания (собиравшиеся обыкновенно в ресторанах; полиция, под всяческими предлогами отнимая разрешение у тех хозяев, которые отдают свои залы для радикальных собраний, могла почти совсем прекратить их во многих местах), предоставил полную свободу всевозможным съездам духовенства.
Крайняя правая и правый центр открыто подготовляли восстановление монархии; шли переговоры об их слиянии на почве признания королём Генриха V (граф Шамбора), а графа Парижского — его наследником, но переговоры разбились об упорство Шамбора, не пожелавшего отказаться от белого знамени в пользу трёхцветного. После неудачи этой попытки правая коалиция определила срок полномочий Мак-Магона в 7 лет, чтобы по крайней мере надолго закрепить за собой власть.
В национальном собрании началась борьба за конституцию, и к 1875 году она была окончена. За невозможностью прийти к соглашению о личности короля, собранию поневоле пришлось согласиться на республику, но оно употребило все усилия, чтобы сделать её возможно консервативной; не решаясь отказаться от всеобщего голосования, пустившего слишком глубокие корни, оно уравновесило его сенатом, долженствовавшим быть представителем интересов деревни и вообще консервативной силой. Несмотря на это, конституция прошла с чрезвычайным трудом. После принятия конституции собрание избрало 75 несменяемых сенаторов и разошлось в декабре 1875 года. Слово «республика» в Конституции упоминалось лишь в 1 статье, которую приняли перевесом только в 1 голос.
Особенности конституции:
- Чрезвычайный консерватизм
- Компромиссный характер (до поправок 1879 и 1884 года — нечто среднее между монархией и республикой)
- Краткость и отсутствие декларации о принципе государственного устройства

Законодательная власть принадлежала парламенту, состоящему из палаты депутатов и сената. Вместе две палаты составляли Национальное собрание, которое выбирало президента.
Палата депутатов (600 чел): выборы каждые 4 года по мажоритарно-пропорциональной системе на основе равного, всеобщего, тайного голосования. Но не имели права голоса женщины, военнослужащие, население колоний, лица моложе 21 года и проживающие на территории Франции менее 6 месяцев. Так из 40 млн голосовали только 12 млн.
Сенат (300 чел): косвенные и многоступенчатые выборы на 9 лет. Каждые 3 года менялась 1/3. 75 членов избирались пожизненно. Это был своеобразный консервативный противовес палате депутатов.
Права Сената:
- Без его одобрения не принимался ни один закон
- Обсуждение и утверждение государственного бюджета
- Мог добиться отставки кабинета министров
- С его согласия президент мог распустить палату депутатов, но сам сенат не мог быть распущен никем
- С согласия совета министров президент мог превращать сенат в верховный суд по преступлениям, угрожающим безопасности государства.

Исполнительная власть принадлежит президенту:
- Право помилования
- Не ответственен перед палатами, кроме случая государственной измены
- Не мог критиковаться прессой
- Глава вооружённых сил
- Назначение чиновников
- Внесение и утверждение законопроектов

В начале 1876 года произошли выборы в сенат, давшие (вместе с несменяемыми сенаторами) незначительный перевес монархистам, и в палату депутатов, давшие около 370 республиканцев и 170 монархистов; последние объединились теперь в одну консервативную партию. Бюффе (министр-президент) не был избран ни в палату депутатов, ни в сенат, и подал в отставку. Мак-Магон, несмотря на крайнее нежелание, принуждён был поручить составление кабинета члену левого центра Дюфору, а потом Ж. Симону. 16 мая 1877 года он обратился к последнему с оскорбительным письмом, которое и опубликовал; Симон вышел в отставку, и Мак-Магон поручил составление кабинета монархисту, герцогу Брольи. Затем последовал роспуск палаты (с согласия сената). 363 республиканских депутата объединились и выступили на выборах коллективно.
Выборы были вполне благоприятны для них, несмотря на то, что Мак-Магон прибегал к наполеоновским приёмам давления. В новой палате оказались 394 республиканца и 141 консерватор. «Министерство 16 мая» подало в отставку, но президент отвечал новым вызовом палате, назначив новый консервативный кабинет Рошбуэ. Палата приняла вызов; она отказалась идти на переговоры с министерством и одобрить бюджет. Президент испугался конфликта, который мог привести к революции, и предпочёл уступить. Он предоставил власть республиканцам, но не умел с ними ладить. Через год, чувствуя своё бессилие, тем более что выборы 1/3 сенаторов в 1879 году сделали и сенат республиканским, он вышел в отставку (январь 1879 года). На его место был избран испытанный республиканец Греви.

### Президентство Греви (1879—1887)
Избрание Греви было симптомом окончательного упрочения республики, пустившей глубокие корни в народе. Причиной упрочения было то, что республика, несомненно, создала порядок, при котором экономическая жизнь страны шла правильно, без потрясений и препятствий. Значительная часть буржуазии перешла на сторону республики, и только клерикалы имели все основания относиться со злобой и боязнью к новому режиму и желать реставрации. Низшие классы народа получили от республики очень мало, но, разочарованные как в монархии Орлеанов, так и в империи Бонапарта, не имели оснований желать возврата к прошлому; для них республика открывала во всяком случае лучшие перспективы. Смерть молодого принца Луи Наполеона (умер в 1879 году), бывшего после смерти его отца (умер в 1873 году) главой бонапартистской партии, привела последнюю к разделению на сторонников принца Жерома и принца Виктора и совершенно обессилила её. Смерть графа Шамбора (умер в 1883 году) повлекла за собой слияние легитимистов со сторонниками Орлеанов (от первых отделилась группа, выставившая кандидатуру дона Карлоса испанского), но значение партии от того заметно не выросло. Она позволяла себе время от времени громкие манифестации (опубликование графом Парижским манифеста к французскому народу в 1887 году), но они оставались без отклика.
Спокойствие и порядок упрочили к концу 1870-х годов финансы страны; бюджет стал сводиться без дефицита, несмотря на наследование от империи громадного государственного долга. С присоединением к республике значительной части буржуазии изменился характер республиканской партии. Под предводительством Гамбетты выделился из левого центра и республиканской левой партии Республиканский союз. Эта партия забыла свою программу 1869 года и отказалась от своих главных требований — отделения церкви от государства, отмены постоянной армии, прогрессивного подоходного налога. Однако она отстаивала и провела в 1880 году полную амнистию коммунарам и стремилась к частичному пересмотру конституции, осуществлённому в 1884 году при Ферри (отмена пожизненных сенаторов, избрание депутатов по системе scrutin de liste). Эта партия вскоре вступила в борьбу с радикалами, делившимися на левую и крайнюю левую (во главе последней стал Клемансо); за ними стояли социалисты разных оттенков. Большое дробление партий, их постоянная изменчивость и отсутствие прочного большинства приводили к частой смене министерств, отличающихся одно от другого обыкновенно очень мало.
Все кабинеты министров со времени избрания Греви были безусловно республиканскими, почти все были более или менее протекционистскими и все более или менее сходились в вопросах иностранной политики. В основном даже при смене министерств несколько лиц сохранили свои портфели или меняли один портфель на другой. Самые ничтожные вопросы (например, о вырытии и вскрытии трупа самоубийцы Рейнаха) приводят к министерским кризисам. Почти все кабинеты министров при Греви были правительствами «республиканской концентрации», то есть коалиции республиканских групп. Первые три министерства при Греви (Ваддингтона, Фрейсине, Ферри) состояли, в разных комбинациях, из членов левого центра, крайней левой и республиканского союза; четвёртое, Гамбетты, было однородное.
Два важных факта отмечают деятельность правительства в президентство Греви: начало и быстрый рост колониальной политики и борьба с клерикализмом (закон об обязательном светском обучении 1880 года, изгнание множества не получивших правительственного разрешения духовных конгрегаций). Другие крупные меры: закон о печати 1881 года, отменивший залоги и передавший все преступления печати в ведение суда присяжных; закон 1882 года об избрании мэров небольших городов; изгнание из Франции всех членов когда-либо царствовавших там династий в 1886 году; подписание конвенции с железнодорожными обществами (в 1886 году), отдавшей перевозочные средства Франции в руки нескольких могущественных ассоциаций; начало конверсии 5 % займов в 1884 году; закон о разводе 1884 года.
В 1881 и 1885 годах происходили выборы в палату депутатов, из коих первые были очень благоприятны для республиканцев (всего 90 монархистов), вторые, напротив (под влиянием неудач колониальной политики и борьбы с клерикализмом, вызвавшей реакцию), благоприятны для консерваторов (201 консерватор, 373 республиканца; 3,5 млн консервативных голосов, 4,5 млн республиканских). Развитие ажиотажа шло рядом с ростом экономической деятельности страны. В этом отношении третья республика напоминает июльскую монархию; биржа имела самое глубокое влияние на всю колониальную политику; сильное развитие ажиотажа вызывало множество крахов (в 1882 году — крах банка «Union générale», Поля Эжена Бонту), за которыми всегда следовали тяжёлые кризисы. В 1887 году была обнаружена торговля орденами, производившаяся начальником генерального штаба генералом Кафферелем и зятем Греви, Вильсоном. Раскрытие этого последнего факта привело к досрочной отставке Греви (декабрь 1887 года), выбранного в начале 1886 года на второе 7-летие.

### Президентство Карно и Казимир-Перье (1887—1895)
На место Греви был избран Карно, представитель оппортунистов. Время его управления было эпохой двух кризисов: политического, связанного с именем генерала Буланже, и экономического — краха панамского предприятия.

#### Политический кризис
Первый начался ещё в последний год президентства Греви. Военный министр в кабинетах Фрейсине и Гобле (1886), генерал Буланже, считавшийся радикалом (выдвинул его Клемансо), сумел своей энергичной деятельностью по преобразованию военной организации Франции и своим отношением к солдатам и офицерам, а также несколькими речами с намёками на необходимость и желательность реванша и агрессивным поведением в деле Шнебеле (французского полицейского, который был обманом заманён на германскую территорию и там арестован), создать себе широкую популярность. Однородный оппортунистический кабинет Рувье — первый из кабинетов после отставки Мак-Магона, опиравшийся на правую, — не принял Буланже в свой состав и дал ему назначение в провинции. Буланже стал играть политическую роль, сплачивая вокруг себя особую партию на почве требования пересмотра конституции, причём он не пояснял, чего именно он желает.
Благодаря неясности его программы, и в то же время благодаря его шумной оппозиции правительству, вокруг него соединились самые разнородные элементы, недовольные существующим строем — все монархисты, нарождавшиеся тогда антисемиты (Дрюмон), клерикалы, многие радикалы (Наке), отдельные лица, считавшие себя социалистами (Рошфор), люди, стремившиеся к реваншу (Дерулед), и т. д. Буланже стал выставлять себя кандидатом на всяких дополнительных выборах, устраивая как бы плебисцит на своём имени и всегда собирая большое число голосов. Почва для такого движения была подготовлена, с одной стороны, биржевым ажиотажем, в котором противники существующей республики видели признаки её испорченности, с другой — её бессилием улучшить экономическое положение низших классов.
Экономический кризис питал недовольство, которым пользовался Буланже. Однако и против Буланже сплотилась серьёзная коалиция; в её состав вошли все оппортунисты и те радикалы, которые поняли характер генерала и его агитации (Клемансо, Флоке, Фрейсине и др.). Искусная политика министра внутренних дел Констана разоблачила ничтожество Буланже; он поспешил бежать за границу, испугавшись ареста и процесса, который мог бы быть для него только выгоден (1889). Результат громадного, казавшегося страшным движения был поразительно ничтожен. Партия буланжистов распалась на составные свои элементы. Ввиду борьбы с буланжизмом, перед выборами 1889 года была отменена система scrutin de liste (более удобная для устройства плебисцита на чьём-либо имени) и заменена системой выборов по округам (scrutin individuel).

#### Экономический кризис
Второй кризис был биржевого свойства. Обладая громадными свободными денежными капиталами, ищущими помещения, Франция всегда бросается на все предприятия, обещающие хорошую ренту. В 1871—1873 годах она ещё искала денежного рынка для своих бумаг, но со второй половины 1870-х годов всевозможные процентные бумаги находят в ней превосходный сбыт; на её бирже обращаются в громадном количестве не только русские, но даже турецкие, египетские и т. п. бумаги. По той же причине и акции промышленных предприятий легко находят себе сбыт во Франции.

#### Панамский скандал
Проект прорытия Панамского канала нашёл сочувствие во Франции; около 1,5 миллиардов франков были затрачены на него французскими акционерами и облигационерами. Чтобы добиться такого успеха на бирже, чтобы встретить необходимое содействие в парламенте и правительстве, чтобы скрывать от глаз публики истинное положение вещей, необходимо было заручиться поддержкой очень многих влиятельных лиц и газет. Администрация панамского общества истратила громадные суммы на взятки. В 1888 году произошёл крах; общество оказалось несостоятельным.
В 1892 году начались разоблачения, задевшие многих выдающихся лиц. Судом были приговорены к тюремному заключению только Фердинанд и Шарль Лессепсы, бывший министр Байго, взявший взятку в 300 000 франков, инженер Эйфель, монархист Кошю; был уличён президент палаты депутатов, оппортунист Бюрдо, но уже после его смерти. Подозрение пало ещё на множество лиц всех партий, преимущественно монархистов и умеренных республиканцев. 1,5 миллиарда франков, из которых большая часть принадлежала мелким рантье, пропали бесследно.

#### Анархизм и терроризм

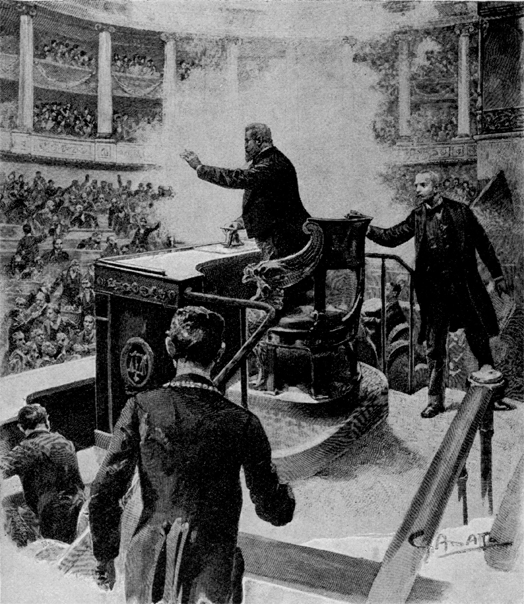
Взрыв в зале заседаний Национального собрания Франции 9 декабря 1893 года устроенный анархистом Огюстом Вайяном

Быть может, в связи с этим крахом, вызванным им разорением многих тысяч людей и неизбежным вследствие этого озлоблением, или по крайней мере, в связи с общим экономическим кризисом, стоит развитие анархизма во Франции в 1892—1894 годах. В 1892 году было брошено несколько бомб в Париже под полицейской казармой и у частной квартиры; виновником оказался некто Равашоль. В отместку за его арест было взорвано кафе, где он был арестован; потом некто Вальян бросил в палату депутатов бомбу, которой ранил нескольких депутатов; затем последовали покушения — посредством динамита и кинжала — ещё на нескольких лиц и, наконец, убийство 24 июня 1894 года президента Карно, в Лионе, совершённое итальянцем Казерио. Виновники подверглись казни; парламент принял законы о смертной казни за повреждение имущества динамитом, об увеличении наказаний за преступления печати и за призыв к совершению преступлений, о запрещении всех анархистских сообществ.

#### Политические партии
В президентство Карно произошли некоторые изменения в характере партий. В силу папской энциклики 16 февраля 1890 года французское католическое духовенство «признало» республику; клерикалы, вместе с примирившимися с республикой монархистами, образовали партию «ralliés» (присоединившихся); общий состав республиканской партии стал более консервативным. Начался заметный рост социалистических партий. Появилась антисемитская партия (Дрюмон), сперва примыкавшая к Буланже.

#### Кризис сельского хозяйства и протекционизм
В республиканской партии обнаружилось сильное протекционистское направление и в частности, аграрно-протекционистское. Причиной этому является заметный упадок сельского хозяйства во Франции. Число гектаров обрабатываемой земли несколько понизилось; общий урожай всех хлебов, равнявшийся в 1871—1875 годах (в среднем) 100 млн гектолитров, поднялся, правда, к 1891—1895 годам до 112 млн гектолитров, но, ввиду падения цен на пшеницу (с 25 франков до 14 франков в 1895 году), стоимость его понизилась с 2500 млн франков до 1500 млн. Производство вина, вследствие филлоксеры и других болезней винограда, выражается в следующих цифрах: 1871—1875 годы — 70 млн гектолитров в год, 1875—1880 годы — 40 млн гектолитров, 1881—1885 годы — 32 млн гектолитров, 1886—1890 годы — 26 млн гектолитров. Из вывозящей вино страны Франция превратилась во ввозящую. Этот кризис сельского хозяйства вызвал стремление защищаться покровительственными пошлинами; все партии, кроме социалистов и немногих фритредеров (Л. Сэй, Леруа Болье), являются теперь в большей или меньшей степени аграрно-протекционистскими. В 1885 году налог на ввозимый хлеб повышен с 3 до 5 франков с гектолитра. Промышленность обрабатывающая и торговля, в общем, росли, но подвергались серьёзным периодическим кризисам, вследствие чего и тут заметно усиление протекционизма. В 1892 году проведён высокий таможенный тариф.

#### Общие выборы
В президентство Карно общие выборы состоялись в 1889 и 1893 годах. Первые внесли мало изменений в распределение партий; появилось только 38 «ревизионистов» (буланжистов), преимущественно за счёт консерваторов. Выборы 1893 года, происходившие под влиянием панамского краха, удалили из палаты многих старых выдающихся деятелей (Флоке, Клемансо и др.), сократили правую чуть не наполовину (со 170 до 93, в том числе 30 ralliés), усилили радикалов до 150 и социалистов до 50.

### Франко-русский союз и закон о труде женщин и детей
Из отдельных событий выдаются всемирная парижская выставка 1889 года и длинный ряд значительных стачек, из которых некоторые вызывали вмешательство войск. Весной 1893 года было постановлено, что полномочия имеющей быть выбранной палаты депутатов продлятся несколько более 4 лет, чтобы приурочить выборы к весне. В области иностранной политики крупнейшим фактом является заключение франко-русского союза, в области экономического законодательства — закон 1892 года о труде женщин и детей на фабриках (запрещение работать на фабриках детям моложе 13 лет; 10-часовой день до 16 лет, 11-часовой для женщин; ночной труд женщин и подростков до 18 лет воспрещён).
Место Карно занял консервативный республиканец Казимир-Перье, который 15 января 1895 года вышел в отставку по причинам скорей личного, чем политического характера, и его место занял оппортунист Феликс Фор.

### Президентство Фора и Лубэ (1895—1902)
В президентство Фора новый политический кризис был вызван делом Дрейфуса. Офицер-еврей Дрейфус в 1894 году (во время министерства Дюпюи) был приговорён военным судом, за выдачу иностранной державе военных тайн, к пожизненной ссылке на Чёртов остров (близ Кайенны). Вскоре печать возбудила сомнение в правильности приговора; в 1897 году брат осуждённого выступил с формальным обвинением офицера Эстергази в совершении того преступления, за которое обвинён Дрейфус. Завязалась ожесточённая борьба.
Почти все левые элементы республиканской партии до крайних социалистов, но также многие умеренные (Трарьё, Вальдек-Руссо и др.) высказались за необходимость пересмотра процесса, ввиду несомненных неправильностей при первом производстве. Напротив, вся военная партия (генеральный штаб, офицеры), всё тогдашнее министерство (умеренное, националистическое, ультрапротекционистское правительство Мелина, опиравшееся на правую), все антисемиты (Дерулед), националисты (Баррес) высказались против Дрейфуса. Дрейфусисты указывали на факт, что на судей было произведено давление тогдашним военным министром Мерсье.
Дело осложнилось доказанными подлогами, совершёнными при расследовании дела. Стало ясно, что целая группа влиятельных людей, с начальниками генерального штаба и министрами во главе, как во время процесса, так и после, вовсе не стремилась к выяснению истины, а хотела во что бы то ни стало погубить обвиняемого, намекая всё время на наличность каких-то доказательств, которые не могут быть предъявлены. На почве этого дела пали министерства Мелина и Бриссона, пожертвовав ранее тремя военными министрами (Кавеньяком, Цурлинденом, Шануаном, которые все настаивали на виновности Дрейфуса).
Фор скоропостижно умер 16 февраля 1899 года, и его место занял оппортунист Лубэ. Хотя последний ни разу публично не заявил о своём отношении к делу Дрейфуса, но его считали сторонником пересмотра, и потому противники Дрейфуса встретили его избрание крайне враждебно. 27 февраля, в день похорон Фора, Дерулед, Мильвуа, Габер и другие попытались произвести государственный переворот, убеждая генерала Роже двинуться с войском на Елисейский дворец, но попытка произвела скорее комическое впечатление. Дерулед был оправдан присяжными, но при вторичном разборе дела в верховном суде приговорён к изгнанию из Франции. Решение по делу Дрейфуса было наконец кассировано, и дело разобрано вторично военным судом в Ренне.
Суд происходил гласно; громадное большинство незаинтересованных слушателей и читателей вынесли твёрдое убеждение, что Дрейфус невиновен. Однако большинством 5 голосов против 2 он был признан виновным, при наличности смягчающих обстоятельств; президент республики его помиловал, и Дрейфус принял помилование, чем лишил дело значительной части его политического значения. Борьба по поводу Дрейфуса велась не из-за него лично. Его сторонники боролись против привилегированного положения армии, против военных судов, за гласность судопроизводства, против антисемитизма. Во главе их шли, между прочим, Э. Золя, Клемансо, Жорес, во главе противников — Рошфор, Дерулед, Кавеньяк, Баррес.
Под влиянием этой борьбы образовалась партия националистов (по составу близкая к бывшим буланжистам), мечтающая о реванше, об изгнании из Франции евреев, о замене республики парламентарной республикой плебисцитарною. К ним была очень близка партия «прогрессистская» (Мелин), являющаяся клерикальной, националистической, протекционистской и готовая искать поддержки у монархистов. После падения кабинета Дюпюи президент Лубэ поручил сформирование министерства сотруднику и другу Гамбетты, Вальдеку-Руссо. Он составил кабинет концентрации, включив в него двух социалистов-радикалов, Мильерана и Бодена, а с другой стороны генерала Галлифе, известного жестокой расправой с коммунарами в 1871 году. Таким образом социалисты стали во Франции в положение одной из правительственных партий.
Это разнородное министерство продержалось необычайно долго — почти 3 года, с июня 1899 года по май 1902 года. Министерство закончило дело Дрейфуса, дав ему помилование, а потом проведя через палаты общую амнистию всем прикосновенным к делу Дрейфуса, как сторонникам его, так и противникам. После этой амнистии наступило известное успокоение. Мильеран провёл новый фабричный закон 1900 года, определяющий продолжительность рабочего дня для взрослых и детей одинаково в 10 часов, но вступающий в действие в полном объёме лишь через 4 года. Косвенным результатом деятельности министерства было распадение только что объединившейся социалистической партии. При этом министерстве состоялась всемирная Парижская выставка 1900 года, а также общие выборы в палату депутатов в мае 1902 года, после которых оно вышло в отставку, не дождавшись неодобрительного вотума палаты, несмотря даже на то, что выборы были вполне ему благоприятны. Выборы 1898 года несколько усилили радикальные элементы в палате, выборы 1902 года — усилили ещё больше: после них в палате числится 43 социалиста, 233 радикала и радикала-социалиста, 62 правительственных республиканца (сторонники министерства Вальдека-Руссо), 127 прогрессистов (мелинистов), 35 ralliés, 5 антиправительственных радикалов, 43 националиста, 41 реакционер (монархист), всего 589. Место Вальдека-Руссо занял Комб, начавший упорную борьбу с клерикализмом.

### Англо-французское соглашение, Антанта перед Первой мировой войной (1900—1914)

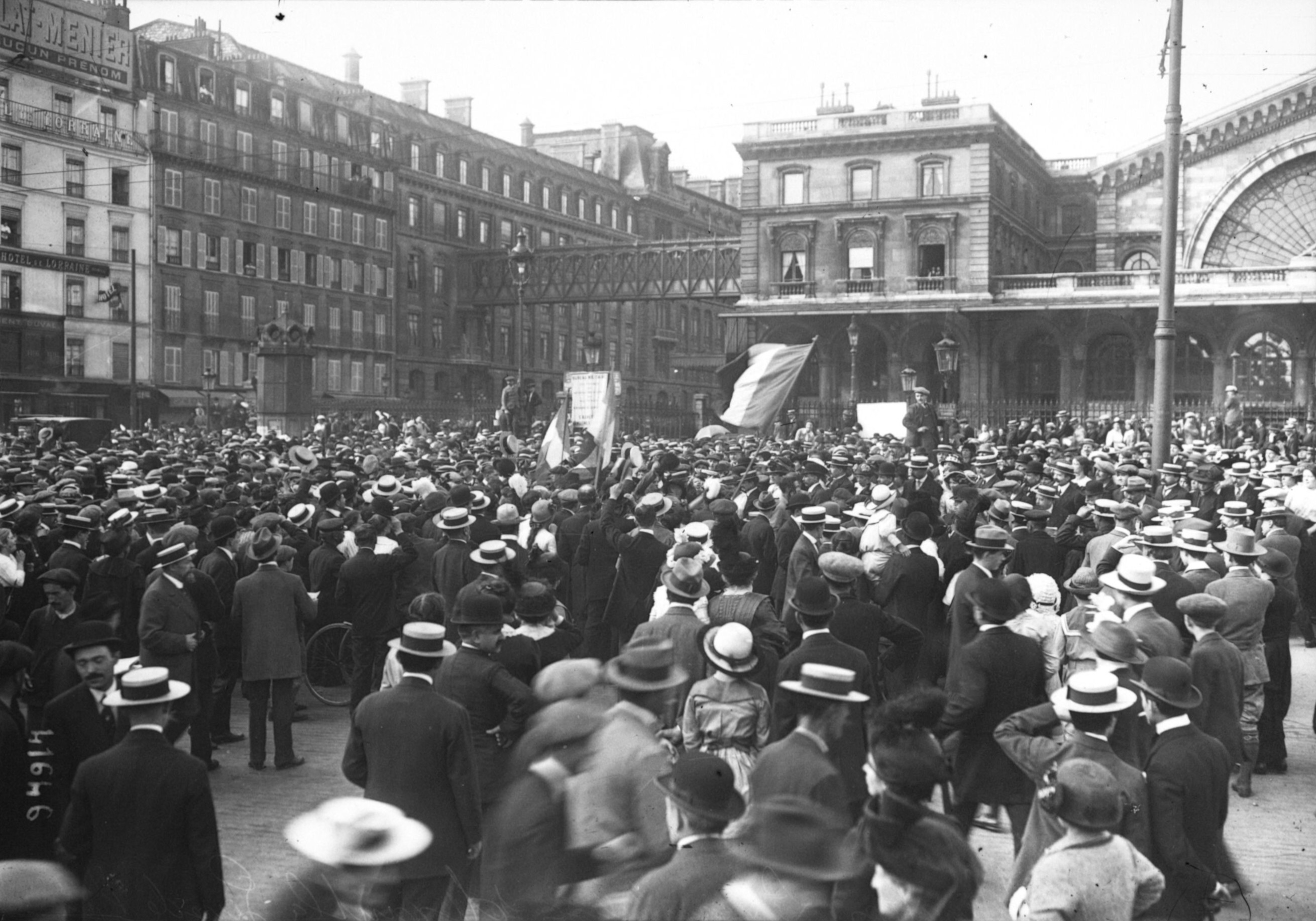
Мобилизованные французы перед Восточным вокзалом в Париже. 2 августа 1914 года

Стремясь изолировать Германию, Франция приложила большие усилия, чтобы добиться расположения России и Великобритании, сначала посредством Франко-русского союза 1894 г., затем Кордиальной Антанты 1904 г. с Великобританией и, наконец, Англо-русской Антанты в 1907 г. оформившихся в Тройственную Антанту. Этот союз с Великобританией и Россией против Германии и Австрии в конечном итоге привёл Россию, Великобританию и Францию ко вступлению в Первую мировую войну в качестве союзников.
Внешняя политика Франции в годы, предшествовавшие Первой мировой войне, в значительной степени основывалась на враждебности и страхе перед мощью Германии. Франко-русский союз служил краеугольным камнем внешней политики Франции до 1917 года. Дальнейшая связь с Россией была обеспечена обширными французскими инвестициями и займами до 1914 года.
В 1904 году министр иностранных дел Франции Теофиль Делькассе провёл переговоры о Кордиальной Антанте с лордом Генри Лансдауном, министром иностранных дел Великобритании. Соглашение положило конец длительному периоду англо-французской напряжённости и межнациональной враждебности. Кордиальная Антанта, функционировавшая как неформальный англо-французский союз, ещё больше укрепилась в результате Первого и Второго марокканских кризисов 1905 и 1911 гг., а также секретных переговоров между военными и военно-морскими штабами. Сближение Делькассе с Великобританией вызывало споры во Франции, поскольку в начале XX века англофобия среди всех слоёв населения и элит была довольно ощутимой, значительно усиленная Фашодским кризисом 1898 года (когда Великобритания и Франция чуть не начали войну), а также Второй англо-бурской войной (в которой французское общественное мнение было на стороне врагов Великобритании). Но в конечном счёте страх перед могуществом Германии стал связующим звеном в отношениях между Великобританией и Францией.
Озабоченная внутренними проблемами, Франция уделяла мало внимания внешней политике в период между концом 1912 и серединой 1914 г., хотя в 1913 г. вопреки сильным возражениям социалистов она продлила военную службу с двух до трёх лет. Быстро обострившийся балканский кризис июля 1914 г. застал Францию врасплох. Это привело к тому, что к началу Первой мировой войны Франция оказалась практически не готова к ведению современных полномасштабных военных действий.

### Падение
После нацистского вторжения в Польшу Франция и Великобритания 3 сентября 1939 года объявили войну Германии, однако активных боевых действий не вели. Французские войска несколько раз пересекали франко-германскую границу, однако по приказу командира армии Гамелена поворачивали назад. Из-за военного бездействия Франции и стран-союзников этот период стал называться странной войной. 10 мая 1940 Вермахт начал вторжение на территорию Бельгии, Нидерландов и Франции. Не имея ни численного, ни технического превосходства, англо-французские войска были не в состоянии предотвратить катастрофу на фронте. 14 мая капитулировали Нидерланды, 28 мая — Бельгия. После эвакуации британских войск под Дюнкерком ослабевшая французская армия поспешно отступала под натиском немецких войск. В начале июня французское правительство бежало из Парижа. 10 июня Италия объявила войну Франции.
14 июня в 5 утра немцы оккупировали Париж. Потеря северной Франции и угроза полной оккупации страны спровоцировали сильный политический кризис. Правительство премьер-министра Поля Рейно было отправлено в отставку. В то же время усилились позиции полководца Первой мировой войны, маршала Франции Анри Филиппа Петена. Будучи прославленным генералом, Петен обладал большой народной поддержкой. Тем не менее, он не был способен перевернуть ситуацию на фронте, и вскоре им был взят курс на переговоры. Сразу же после своего назначения Петен отправил в Берлин просьбу о перемирии. 18 июня к нации обратился из Лондона Шарль де Голль. Он провозгласил правительство Петена нелегитимным и объявил о формировании Сражающейся Франции (Речь 18 июня).
Подписанное в местечке Компьень франко-германское перемирие 22 июня 1940 года (в вагоне, в котором состоялось подписание капитуляции Германии в 1918 году) предусматривало оккупацию 2/3 территории Франции включая Париж, демобилизацию армии и флота, изъятие вооружения и припасов бывшей французской армии. Торговля с Союзниками была запрещена, и на содержание оккупационных немецких войск французское правительство было обязано выплачивать 250 миллионов франков в день. 25 июня было подписано перемирие с Италией, согласно которой Италия оккупировала 800 км² французской приграничной территории. В итоге после перемирия с Германией и Италией Третья республика контролировала только юг страны (т. н. «Свободная зона») и колонии.
10 июля в городе Виши собрался парламент Франции, который в нарушение конституции Франции абсолютным большинством голосов передал неограниченную власть Филиппу Петену, которого назначили т. н. «Главой Французского государства» (фр. Chef de l'État français). Вместе с тем легитимный президент Франции Альбер Лебрен был низложен. Парламент также аннулировал Конституцию Франции 1875; должности премьер-министра и президента были упразднены, а все их полномочия перешли Петену. 11 июля Петен распустил Парламент.
Таким образом, Третья французская республика распалась, а на её обломках образовались коллаборационистский режим Виши и сражающаяся на стороне союзников Свободная Франция во главе с Шарлем де Голлем.

## Государственный строй
Являлась демократической республикой. Законодательные органы — Национальное собрание (Assemblée nationale), состоявшее из двух палат — Сенат (Sénat), избираемый департаментными коллегиями выборщиков, каждая из которых состояла из генеральных и окружных советников и делегатов муниципальных советов, по мажоритарной системе по многомандатным округам единым списком в 2 тура при свободном втором туре, сроком на 9 лет, при ротации трети сенаторов каждые 3 года, и Палата депутатов (Chambre des députés), избираемое гражданами-мужчинами старше 21 года по мажоритарной системе по одномандатным округам (Circonscriptions législatives) в два тура при свободном втором туре, сроком на 4 года, глава государства — Президент (Président), избирался Национальным собранием сроком на 7 лет, осуществлял представительские функции, исполнительный орган — Совет Министров (Conseil des ministres), во главе с Председателем Совета Министров (Président du Conseil), назначался Президентом и нёс ответственность перед Национальным собранием.

## Политические партии
- СФИО (Section Française de l’Internationale Ouvrière, SFIO) — выступала за демократию и парламентаризм, за социальные гарантии, в каждом из департаментов имела федерации, в каждой общине — секцию, управлялась периодически собиравшимся Национальным съездом, между национальными съездами — Руководящим комитетом;
- Республиканская партия радикалов и радикал-социалистов (Parti républicain, radical et radical-socialiste) — также выступала за демократию и парламентаризм, в каждом из департаментов имела федерации, в каждом одномандатном избирательном округе — комитет, пополнявшийся кооптацией, управлялась периодически собиравшимся Национальным съездом, между национальными съездами — Национальным комитетом, фиксированного членства не имела;
- Народная демократическая партия (Parti démocrate populaire) — ещё одна демократическая партия
- Существовали также менее влиятельные демократические партии — Демократический альянс, Независимые радикалы и Республиканская федерация
- ФКП — выступала за замену парламентаризма властью советов рабочих и крестьянских депутатов по образцу существовавших тогда в России. В ряде жилых кварталов, на предприятиях и учреждениях имела ячейки, в общинах — секции, в департаментах — федерации, управлялась — национальным съездом, между национальными съездами — центральным комитетом;
- «Консерваторы» были представлены одиночными депутатами, критиковали парламентаризм, выступая тем самым за сильную президентскую власть, многие из них были монархистами.

## Административное деление
Территория Французской Республики делилась на департаменты, департаменты на общины. Представительный орган департамента — генеральный совет (Conseil général), избирался населением по мажоритарной системе сроком на 6 лет, исполнительный — председатель генерального совета (Présidents du conseil général), избирался генеральным советом, интересы центральной власти в департаменте представлял префект (Préfet), назначавшийся президентом, представительный орган общины — муниципальный совет (Conseil municipal), избирался населением по мажоритарной системе сроком на 6 лет, исполнительный — мэр (Maire), избирался муниципальным советом.

## Экономика
Денежная единица — франк (0,290 гр. золота, 37,5 копеек) был представлен:
- бронзовыми монетами достоинством в 1, 2, 5, 10 сантимов, никелевыми монетами в 25 сантимов, серебряными монетами в 50 сантимов, 1, 2 и 5 франков, золотыми монетами в 10 и 20 франков, которые чеканились Парижским монетным двором (Monnaie de Paris)[5]
- банкнотами достоинством в 5, 10, 20, 50, 100, 500 и 1.000 франков были эмитированы Банком Франции (Banque de France)[6]

- Операторы железнодорожных перевозок:
  - Железнодорожная компания Севера (Compagnie des chemins de fer du Nord)
  - Железнодорожная компания Востока (Compagnie des chemins de fer de l’Est)
  - Железнодорожная компания Парижа и Орлеана (Compagnie du chemin de fer de Paris à Orléans)
  - Железнодорожная компания Юга и Гаронны (Compagnie des chemins de fer du Midi et du Canal latéral à la Garonne)
  - Железнодорожная компания Парижа, Лиона и Средиземноморья (Compagnie des chemins de fer de Paris à Lyon et à la Méditerranée)
- Оператор почты и телефонии — Министерство почт, телефонов и телеграфов (PTT)

## Социальное обеспечение
В первой половине 20 века активно развивалось трудовое законодательство. В 1904 году введён 10-часовой рабочий день. Введены пособия при несчастных случаях на производстве.

В 1898 году введены первые пенсии по старости, по достижении 70 лет. В 1906 году введён обязательный еженедельный отдых.

В 1910 году введена обязательная пенсия для рабочих и крестьян.

В 1919 году введён 8-часовой рабочий день.

Были созданы профсоюзы (Всеобщая Конфедерация труда, Унитарная Всеобщая Конфедерация труда, иные).

## СМИ
Крупнейшее информационное агентство — Гавас. Общественное телерадиовещание было представлено вещателем RN (Radiodiffusion nationale — «Национальное радиовещание»), включавшая в себя общенациональную информационно-развлекательную радиостанцию — Radio Paris, вещавшую на длинных волнах, региональные радиостанции вещавшие на средних волнах, развлекательно-информационную радиостанцию Radio Tour Eiffel, вещавшую на средних волнах, телеканал RN TV, вещавший на метровых волнах в Париже. Коммерческое телерадиовещание было представлено вещателем CLR, имевшим франкоязычную радиостанцию Radio Luxembourg, вещавшую из Люксембурга на длинных волнах, а также вещателями, которым принадлежали региональные радиостанции, вещавшие на средних волнах. Наблюдение за соблюдением законов о СМИ осуществлял Высший совет передач (Conseil Supérieur des Emissions).